# Bradimetabolismo
Il bradimetabolismo (dal greco: brady = lento; metabolia  = cambiamento) comporta che il metabolismo a riposo è basso, come durante il letargo, per esempio in caso di condizioni invernali estreme o per mancanza di cibo questi animali possono arrivare a stati vicini alla morte fino al ritorno di condizioni favorevoli. All'antitesi troviamo il Tachimetabolismo.